# Arcidiocesi di Moncton
L'arcidiocesi di Moncton (in latino: Archidioecesis Monctonensis) è una sede metropolitana della Chiesa cattolica in Canada. Nel 2021 contava 111.000 battezzati su 221.000 abitanti. È retta dall'arcivescovo Guy Desrochers, C.SS.R.

## Territorio
L'arcidiocesi comprende le contee di Albert, Kent e Westmorland nella parte sud-orientale della provincia del Nuovo Brunswick in Canada.
Sede arcivescovile è la città di Moncton, dove si trova la cattedrale dell'Assunzione di Maria Vergine, inaugurata nel 1940.
Il territorio è suddiviso in 46 parrocchie.

### Provincia ecclesiastica
La provincia ecclesiastica di Moncton, istituita nel 1936, comprende come suffraganee tutte le diocesi del Nuovo Brunswick, e precisamente:
- la diocesi di Saint John, eretta nel 1842;
- la diocesi di Bathurst, eretta nel 1860 con il nome di diocesi di Chatham;
- la diocesi di Edmundston, eretta nel 1944.

## Storia
L'arcidiocesi è stata eretta il 22 febbraio 1936 con la bolla Ad animarum salutem di papa Pio XI, ricavandone il territorio dalla diocesi di Chatham (oggi diocesi di Bathurst) e dalla diocesi di Saint John. Lo stesso giorno, con la bolla Si qua sit, fu istituita la provincia ecclesiastica di Moncton.
L'arcidiocesi ha ricevuto la visita pastorale di papa Giovanni Paolo II nel mese di settembre del 1984.

## Cronotassi dei vescovi
Si omettono i periodi di sede vacante non superiori ai 2 anni o non storicamente accertati.
- Louis-Joseph-Arthur Melanson † (16 dicembre 1936 - 23 ottobre 1941 deceduto)
- Norbert Robichaud † (25 luglio 1942 - 23 marzo 1972 dimesso)
- Donat Chiasson † (23 marzo 1972 - 21 settembre 1995 dimesso)
- Ernest Léger (27 novembre 1996 - 16 marzo 2002 dimesso)
- André Richard, C.S.C. (16 marzo 2002 - 15 giugno 2012 ritirato)
- Valéry Vienneau (15 giugno 2012 - 8 luglio 2023 ritirato)
- Guy Desrochers, C.SS.R., dall'8 luglio 2023

## Statistiche
L'arcidiocesi nel 2021 su una popolazione di 221.000 persone contava 111.000 battezzati, corrispondenti al 50,2% del totale.
| anno | popolazione | popolazione | popolazione | presbiteri | presbiteri | presbiteri | presbiteri                | diaconi | religiosi | religiosi | parrocchie |
| anno | battezzati  | totale      | %           | numero     | secolari   | regolari   | battezzati per presbitero | diaconi | uomini    | donne     | parrocchie |
| ---- | ----------- | ----------- | ----------- | ---------- | ---------- | ---------- | ------------------------- | ------- | --------- | --------- | ---------- |
| 1950 | 62.132      | 115.000     | 54,0        | 105        | 57         | 48         | 591                       |         | 66        | 375       | 41         |
| 1964 | 71.654      | 130.120     | 55,1        | 166        | 86         | 80         | 431                       |         | 59        | 336       | 46         |
| 1970 | 70.617      | 137.648     | 51,3        | 169        | 77         | 92         | 417                       |         | 138       | 336       | 66         |
| 1976 | 75.087      | 144.328     | 52,0        | 145        | 80         | 65         | 517                       | 1       | 88        | 435       | 49         |
| 1980 | 84.881      | 174.662     | 48,6        | 142        | 82         | 60         | 597                       |         | 85        | 400       | 49         |
| 1990 | 89.316      | 168.230     | 53,1        | 106        | 68         | 38         | 842                       | 1       | 65        | 364       | 52         |
| 1999 | 105.623     | 180.000     | 58,7        | 85         | 55         | 30         | 1.242                     | 1       | 54        | 298       | 49         |
| 2000 | 105.623     | 180.000     | 58,7        | 83         | 54         | 29         | 1.272                     |         | 51        | 296       | 48         |
| 2001 | 105.305     | 185.000     | 56,9        | 80         | 49         | 31         | 1.316                     |         | 56        | 300       | 48         |
| 2002 | 105.000     | 200.000     | 52,5        | 77         | 49         | 28         | 1.363                     |         | 50        | 298       | 48         |
| 2003 | 107.500     | 207.000     | 51,9        | 73         | 46         | 27         | 1.472                     | 1       | 48        | 295       | 48         |
| 2004 | 108.000     | 208.500     | 51,8        | 70         | 44         | 26         | 1.542                     | 1       | 47        | 291       | 48         |
| 2013 | 118.900     | 227.900     | 52,2        | 57         | 37         | 20         | 2.085                     | 1       | 31        | 217       | 50         |
| 2016 | 110.000     | 210.000     | 52,4        | 56         | 33         | 23         | 1.964                     |         | 35        | 149       | 49         |
| 2019 | 108.000     | 215.000     | 50,2        | 51         | 33         | 18         | 2.117                     | 1       | 29        | 191       | 46         |
| 2021 | 111.000     | 221.000     | 50,2        | 43         | 25         | 18         | 2.581                     | 5       | 29        | 170       | 46         |